# Ernle Chatfield
Alfred Ernle Montacute Chatfield, 1. baron Chatfield (27. září 1873, Southsea (Portsmouth) – 15. listopadu 1967, Farnham Common, Buckinghamshire, Anglie) byl britský admirál. U Royal Navy sloužil od roku 1886, vyznamenal se v první světové válce, poté zastával vysoké funkce v námořní administraci. V letech 1933–1938 byl prvním námořním lordem a v roce 1935 dosáhl hodnosti velkoadmirála. Před druhou světovou válkou byl členem vlády jako ministr pro koordinaci národní obrany (1939–1940). V roce 1937 získal titul barona a stal se členem Sněmovny lordů.

## Životopis

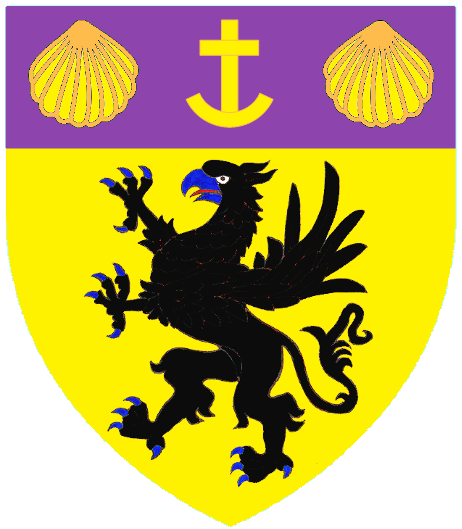
Erb barona Chatfielda

Pocházel ze starobylé obchodnické rodiny připomíné od 16. století, narodil se v přístavu Portsmouth jako starší syn admirála Alfreda Johna Chatfielda (1831–1910). Do námořnictva vstoupil jako kadet v roce 1886 a sloužil na různých lodích v Lamanšském průlivu a ve Středomoří. V roce 1909 dosáhl hodnosti kapitána a mezitím si doplnil odborné vzdělání. Za první světové války bojoval pod velením admirála Beattyho, zúčastnil se bitev u Dogger Banku (1915) a u Jutska (1916). Téhož roku obdržel Řád lázně a Řád sv. Michala a sv. Jiří. Do konce války byl kapitánem Beattyho vlajkové lodi HMS Iron Duke.
Po první světové válce byl čtvrtým námořním lordem (1919–1920) a v této funkci se zúčastnil mezinárodní námořní konference ve Washingtonu (1920). V roce 1920 zároveň obdržel hodnost kontradmirála a v roce 1922 byl povýšen do šlechtického stavu. Ve funkci třetího námořního lorda byl generálním inspektorem námořnictva (1925–1928), mezitím byl v roce 1926 povýšen na viceadmirála. Poté byl vrchním velitelem v Atlantiku (1929–1930) a ve Středomoří (1930–1933), v roce 1930 byl povýšen na admirála. V letech 1933–1938 zastával post prvního námořního lorda a náčelníka štábu válečného námořnictva, v této funkci mimo jiné prosazoval navýšení počtu křižníků v námořnictvu. V roce 1935 získal nejvyšší hodnost velkoadmirála (Admiral of the Fleet) a v roce 1937 se s titulem barona stal členem Sněmovny lordů. V roce 1938 odešel do výslužby, ale o rok později byl povolán do Chamberlainovy vlády ve funkci ministra pro koordinaci národní obrany (1939–1940), od roku 1939 byl též členem Tajné rady. Na začátku druhé světové války vedl výbor pro evakuaci londýnských nemocnic. V různých sférách veřejného života zůstal aktivní do 50. let 20. století, mimo jiné byl smírčím soudcem a zástupcem místodržitele v hrabství Buckinghamshire, kde se na penzi usadil. Kromě britských vyznamenání získal také několik řádů ze zahraničí, obdržel též čestné doktoráty na univerzitách v Oxfordu a Cambridge.
S manželkou Lillian, rozenou Matthews (1889–1977), měl tři děti, pokračovatelem rodu byl syn Ernle David Chatfield, 2. baron Chatfield (1917–2007), jehož kmotrem byl admirál Beatty. Sloužil v armádě a za druhé světové války byl pobočníkem generálního guvernéra Kanady, kde se později usadil.